# Pseudococcobius obenbergeri
Pseudococcobius obenbergeri är en stekelart som först beskrevs av Novickij 1926.  Pseudococcobius obenbergeri ingår i släktet Pseudococcobius och familjen sköldlussteklar. Inga underarter finns listade i Catalogue of Life.